# Knappstadsviken
Knappstadsviken är en våtmark, tidigare sjö i Karlstads kommun i Värmland och ingår i Göta älvs huvudavrinningsområde. Sjön har en area på 0,225 kvadratkilometer och ligger 44 meter över havet. Knappstadsviken ligger i Klarälvsdeltat Natura 2000-område.

## Delavrinningsområde
Knappstadsviken ingår i det delavrinningsområde (658311-136585) som SMHI kallar för Mynnar i Vänern. Medelhöjden är 46 meter över havet och ytan är 2,82 kvadratkilometer. Det finns inga avrinningsområden uppströms utan avrinningsområdet är högsta punkten. Dingelsundsådran som avvattnar avrinningsområdet har biflödesordning 3, vilket innebär att vattnet flödar genom totalt 3 vattendrag innan det når havet efter 247 kilometer. Avrinningsområdet består mestadels av skog (14 procent), öppen mark (20 procent), jordbruk (19 procent) och sankmarker (22 procent). Avrinningsområdet har 0,25 kvadratkilometer vattenytor vilket ger det en sjöprocent på 8,7 procent. Bebyggelsen i området täcker en yta av 0,45 kvadratkilometer eller 16 procent av avrinningsområdet.